# 1901 no Brasil
Esta é uma cronologia dos fatos acontecimentos de ano 1901 no Brasil.

## Incumbentes
- Presidente do Brasil - Campos Sales (15 de novembro de 1898 – 15 de novembro de 1902)
- Vice-presidente do Brasil - Francisco de Assis Rosa e Silva (15 de novembro de 1898 – 15 de novembro de 1902)

## Eventos
- 1 de março: Alberto Santos Dumont voa seu dirigível N-6 em Paris, rodando a Torre Eiffel e ganhando o Prêmio Deutsch.[1]

## Nascimentos
- 6 de janeiro: José Gaspar de Affonseca e Silva, sacerdote católico (m. 1943).
- 25 de maio: Antônio de Alcântara Machado, jornalista (m. 1935).
- 7 de novembro: Cecilia Meireles, escritora (m.1964).
- 29 de dezembro: Jáder Moreira de Carvalho, jornalista (m. 1985).

## Mortes
- 28 de junho: Agostinho Ermelino de Leão, político (n. 1834).
- 20 de setembro: Francisco Gomes da Rocha Fagundes, político (n. 1827).
- 30 de dezembro: Andrelino Pereira da Silva, político (n. 1830).